# Cesare Zavattini
Cesare Zavattini, född 20 september 1902 i Luzzara, Reggio Emilia, död 13 oktober 1989 i Rom, var en italiensk filmmanusförfattare och en av de första teoretikerna och förespråkarna av neorealism i italiensk film.

## Biografi
Född i Luzzara nära Reggio Emilia i norra Italien studerade Zavattini juridik vid universitetet i Parma, men ägnade sig mera åt skrivande. År 1930 flyttade han till Milano, och arbetade för bok- och tidskriftsförlaget Angelo Rizzoli. Efter att Rizzoli börjat producera filmer 1934, fick Zavattini 1936 sina första erkännanden för manus och berättelser. År 1935 träffade han Vittorio De Sica och började ett samarbete som kom att producera ett tjugotal filmer, inklusive sådana mästerverk av italiensk neorealism som  Sciuscia (Ungdomsfängelset, 1946), Ladri di biciclette (Cykeltjuven, 1948), Miracolo a Milano (Miraklet i Milano, 1951) och Umberto D. (1952).
I sitt enda framträdande i Hollywood skrev Zavattini manus till The Children of Sanchez (1978) som bygger på Oscar Lewis bok med samma titel, en klassisk studie av en mexikansk familj. På 11:e internationella filmfestival i Moskva 1979, tilldelades han hederspriset för filmmanus. År 1983 var han medlem i juryn vid Moskvas 13:e internationella filmfestival.

## Regissörssamarbeten
Bland de många berömda regissörerna för italienska och internationella filmer som Zavattini samarbetat med i sina mer än 80 filmer finns:

- Vittorio de Sica
- Michelangelo Antonioni
- Hall Bartlett
- Alessandro Blasetti
- Mauro Bolognini
- Mario Camerini
- René Clément
- Federico Fellini
- Pietro Germi
- Alberto Lattuada
- Mario Monicelli
- Elio Petri
- Dino Risi
- Roberto Rossellini
- Mario Soldati
- Paolo och Vittorio Taviani
- Luchino Visconti

## Filmografi i urval
- 1942 – Fyra steg i det blå
- 1943 – Barnen ser oss
- 1946 – Ungdomsfängelset
- 1948 – Cykeltjuven
- 1949 – Farlig hamn
- 1951 – Miraklet i Milano
- 1951 – Den vackraste
- 1952 – Umberto D.
- 1952 – Överrocken
- 1953 – Ödets perrong
- 1953 – L'amore in città
- 1954 – Neapels guld
- 1954 – Ali Baba och de 40 rövarna
- 1960 – De två kvinnorna
- 1960 – Atomic War Bride (Rat)
- 1962 – Det ljuva lättsinnet
- 1963 – I går, i dag, i morgon
- 1966 – Ta fast räven
- 1967 – Häxorna
- 1967 – Amor skjuter skarpt
- 1968 – Amanti
- 1970 – Den förbjudna trädgården
- 1970 – I girasoli
- 1973 – Una breve vacanza
- 1978 – The Children of Sanchez